# Донбас (поїзд)
«Донбас» — фірмовий пасажирський поїзд категорії нічний швидкий (НШ) № 37Д/38К сполученням Донецьк — Київ. 
Експлуатант — «Укрзалізниця». Власник — «Донецька залізниця».

## Історія
До 1999 року поїзд курсував під назвою «Вуглик».
З 21 червня 2014 року в складі поїзда курсував вагон-автомобілевоз.
З 19 серпня 2014 року через війну на сході України поїзд скасували.

## Інформація про курсування
Фірмовий пасажирський поїзд № 37/38 «Донбас» сполученням Донецьк — Київ курсував цілий рік, щоденно. У зв'язку з початком російської збройної агресії на Донбасі «Укрзалізниця» з 19 серпня 2014 року скасувала рух фірмового поїзда № 37Д/38К «Донбас» сполученням Донецьк — Київ.
| Розклад руху поїзда «Донбас» (до 19 серпня 2014) | Розклад руху поїзда «Донбас» (до 19 серпня 2014) | Розклад руху поїзда «Донбас» (до 19 серпня 2014) | Розклад руху поїзда «Донбас» (до 19 серпня 2014) | Розклад руху поїзда «Донбас» (до 19 серпня 2014) |
| Час прибуття                                     | Час відправлення                                 | Станція                                          | Час прибуття                                     | Час відправлення                                 |
| ------------------------------------------------ | ------------------------------------------------ | ------------------------------------------------ | ------------------------------------------------ | ------------------------------------------------ |
| —                                                | 19:04                                            | Донецьк                                          | 08:04                                            | —                                                |
| 07:40                                            | —                                                | Київ                                             | —                                                | 20:07                                            |